# NK Vatrogasac Kobilić
Nogometni klub Vatrogasac Kobilić hrvatski je nogometni klub sa sjedištem u mjestu Kobilić, pokraj grada Velike Gorice. Trenutačno se natječe u 1. ŽNL Zagrebačkoj.

## Vanjske poveznice
- Profil, HNS Semafor